# Club Brugge K.V.
Club Brugge Koninklijke Voetbalvereniging, krajše Club Brugge je belgijski nogometni klub iz Brugesa. Ustanovljen je bil leta 1891 in je eden najboljših belgijskih klubov. Domuje na stadionu Jan Breydel, ki ima kapaciteto 29,042 sedišč.
Club Bruggeov največji tekmec je R.S.C. Anderlecht. Pomemben rival je tudi mestni tekmec Cercle Brugge K.S.V., s katerim se merijo na Bruge-kih derbijih. Delita si tudi mestni stadion Jan Breydel.